# Aceraius sawaii
Aceraius sawaii is een keversoort uit de familie Passalidae. De wetenschappelijke naam van de soort is voor het eerst geldig gepubliceerd in 2006 door Kon, Araya & Maryati.